# O Mecanismo
O Mecanismo est une série télévisée brésilienne sur la politique diffusée entre le 23 mars 2018 et le 10 mai 2019. Créée par José Padilha et Elena Soarez, dirigée par José Padilha, Felipe Prado, Marcos Prado, avec des scripts d'Elena Soárez, la série s'inspire librement des enquêtes de l'opération Lava Jato, et a été lancée par Netflix le 23 mars 2018. Le 28 mai 2018, la série a été renouvelée pour une deuxième saison programmée pour 2019. 

## Scénario
Marco Ruffo (Selton Mello) est un commissaire de la police fédérale obsédé par l'affaire sur laquelle il enquête. Lorsqu'il s'y attend le moins, son assistante Verena Cardoni (Carol Abras) et lui se retrouvent plongés dans l'une des plus grandes enquêtes de corruption, détournement et blanchiment d'argent de l'histoire du Brésil. L'envergure de l'affaire change complètement la vie de toutes les personnes impliquées.

## Distribution
| Acteur             | Personnage                   | Voix française           |
| ------------------ | ---------------------------- | ------------------------ |
| Selton Mello       | Marco Ruffo                  | Laurent Maurel           |
| Carol Abras        | Verena Cardoni               | Marie Diot               |
| Enrique Díaz       | Roberto Ibrahim              | Emmanuel Karsen          |
| Leonardo Medeiros  | João Pedro Rangel (Pepê)     | Frédéric Popovic         |
| Antonio Saboia     | Dimas Donatelli              | Eric Marchal             |
| Lee Taylor         | Claudio Amadeu               | Benjamin Penamaria       |
| Otto Jr.           | Juge Paulo Rigo              | Eric Aubrahn             |
| Osvaldo Mil        | Luis Carlos Guilhome         | Thibaut Lacour           |
| Jonathan Haagensen | Vander                       | Juan Llorca              |
| Caio Junqueira     | Henrique Villa Verde (Ricky) |                          |
| Priscila Assum     | Shayenne Rangel Villa Verde  | Alice Taurand            |
| Giulio Lopes       | Roberval Bruno               | Pierre-François Pistorio |
| Susana Ribeiro     | Regina Ruffo                 | Aude Saintier            |
| Michel Bercovicht  | Sénateur Lúcio Lemes         |                          |

### Participations spéciales
- Alessandra Colassanti : Wilma Kitano
- Anna Cotrim (VF : Valérie Even) : Maria Teresa Assunção
- Arthur Kohl : João Higino
- Carla Ribas (VF : Pascale Vital) : Samira Rangel
- Charles Myara : médecin
- Clara Garcia : la docteur
- Cláudio Mendes : Chebab
- Cristina Flores : Vanessa Rigo
- Eduardo Lago : Antônio Mariano
- Eliane Abreu : Cibele
- Emílio Orciollo Netto (VF : Yann Le Madic) : Ricardo Bretch
- Esther Medeiros : Beta Ruffo enfant
- Fabio Yoshihara : Agent China
- Fran Maya dans le rôle du reporter
- Giovanna Rispoli : la fille d'Ibrahim
- Helena Ranaldi (VF : Louise Lemoine Torrès) : l'avocate Eva Balesteri
- Jayme Periard (VF : Michel Voletti) : Dudinha Souza
- Júlia Svacínna : Beta Ruffo adolescente
- Junior Prata : Dep. Marcelo Barros
- Karla Tenório (VF : Béatrice Michel puis Flora Brunier) : Renata Amadeu
- Leonardo Brício : Milton Gomes
- Lionel Fischer : Procureur de la République
- Maria Ribeirodans : Andrea Mariano
- Mariana Nunes : Liana Nero
- Michel Bercovitch : Lúcio
- Miguel Lunardi : Motta da Silveira
- Pia Manfroni : l'assistante sociale
- Pietro Mário (VF : Michel Ruhl) : Mário Garcez Brito
- Raquel Rocha (VF : Laurence Charpentier) : Stela Maris
- Ravel Cabral (VF : Vincent Bonnasseau) : Juliano
- Sura Berditchevsky (VF : Mireille Delcroix) : la Pres. Janete Ruscov
- Vida Vlatt : l'épouse de JP

## Production

### Développement
En avril 2016, Netflix a annoncé la création d'une série originale, toujours sans titre, décrivant les enquêtes de l'opération Lava Jato. La série a été produite par José Padilha, Marcos Prado et le producteur Zazen Produções et écrite par Elena Soarez et Sofia Maldonado. La série a été dirigée par José Padilha, Felipe Prado, Marcos Prado et Daniel Rezende.

### Tournage
O Mecanismo a commencé sa production en mai 2017. Les sites comprenaient les villes de São Paulo, Rio de Janeiro, Curitiba et Brasilia.

## Saison 1
| № | Titre                                          | Réalisation    | Scénario     | Première diffusion |
| --- | ---------------------------------------------- | -------------- | ------------ | ------------------ |
| 1 | Lava Jato (Lavage de voiture)                  | José Padilha   | Elena Soarez | 23 mars 2018       |
| La famille du délégué fédéral Marco Ruffo est menacée après qu'il a tenté d'inculper le président Roberto Ibrahim pour blanchiment d'argent.                                               |                                                |                |              |                    |
| 2 | Halawi                                         | Felipe Prado   | Elena Soarez | 23 mars 2018       |
| Dix ans plus tard, Verena continue d’enquêter sur Ibrahim et les doleiros qui travaillent avec lui.                                                                                        |                                                |                |              |                    |
| 3 | Ventos Frios Vindos do Sul (Vent froid du Sud) | Felipe Prado   | Elena Soarez | 23 mars 2018       |
| L'équipe de la police fédérale s'efforce de mener une grosse opération visant plusieurs cibles, mais d'importantes preuves disparaissent.                                                  |                                                |                |              |                    |
| 4 | Fundo Falso (Faux fond)                        | Marcos Prado   | Elena Soarez | 23 mars 2018       |
| Guilhome reçoit une aide inattendue. Verena poursuit João Pedro et le juge Rigo réfléchit à une décision pouvant tout changer.                                                             |                                                |                |              |                    |
| 5 | Olhos Vermelhos (Yeux rouges)                  | Marcos Prado   | Elena Soarez | 23 mars 2018       |
| Verena a le sentiment qu'elle ne peut faire confiance à personne. La femme d'Ibrahim est furieuse d'apprendre ce que son mari a fait en prison.                                            |                                                |                |              |                    |
| 6 | Eles Sabiam de Tudo (Ils savaient tout)        | Marcos Prado   | Elena Soarez | 23 mars 2018       |
| Pour forcer John Peter dévoiler de ce qu'il sait, les enquêteurs dépose des accusations contre sa famille. Mais une fuite met toute l'opération en danger.                                 |                                                |                |              |                    |
| 7 | O Último Respiro (La respiration ultime)       | Daniel Rezende | Elena Soarez | 23 mars 2018       |
| Le "Clube dos 13" (club des 13) se précipite pour conclure un accord avec le procureur général. Devant faire face à un problème d'égouts, Ruffo à un balcon et comprend l'origine de tout. |                                                |                |              |                    |
| 8 | Juízo Final (Jugement final)                   | Daniel Rezende | Elena Soarez | 23 mars 2018       |
| Verena reçoit des nouvelles dévastatrices. Ruffo réévalue ses priorités. Dimas et Claudio apprennent le sort de l'opération Doomsday.                                                      |                                                |                |              |                    |

## Saison 2
Date de diffusion le 10 mai 2019.
1. De onde vem a lama
2. Del Este
3. Adictos
4. O grande ilusionista
5. Ponte da Amizade
6. Réquiem
7. O fim e os meios
8. Canastra Suja

## Lancement
La première saison de la série est sortie le 23 mars 2018 et comprenait huit épisodes. 

### Marketing
Le premier trailer de la série est sorti le 19 janvier 2018. Un deuxième trailer a été publié le 28 février 2018 . 
Pour faire connaître la série, Netflix a installé un panneau d'affichage avec un compteur de corruption à Brasilia, appelé corruptômetro, où il a été montré un compteur permettant de mesurer le montant d'argent détourné chaque minute. Dans le cadre d’une autre action, Netflix a installé des stands à l’aéroport de Brasilia et à l'aéroport de Congonhas à São Paulo, le magasin de la corruption, où se trouvaient des produits fictifs tels que des sous-vêtements d'employé de bureau de change, des cravates équipées de caméras, le livre Dénoncer vos complices et éviter la prison pour les nuls et des coques de protection décorées pour les bracelets électronique,. 

## Réception

### Réponse des critiques cinéma
Le site Web Rotten Tomatoes a une note de 88 % avec une note moyenne de 7.8 / 10 basée sur 8 avis. 
Cassio Starling, dans une revue pour Folha de S.Paulo, a déclaré : « Comme il était clair dans les deux troupes d'élite, outre le succès au box-office, Padilha cherche à provoquer des réactions sociales, à faire réagir le public à l'anesthésie et aux slogans automatiques. L'énorme attention concentrée à Lava Jato sur les effets des enquêtes sur le présent et l'avenir immédiat du pays n'a pas pu échapper à l'opportunisme de Padilha. Par conséquent, O Mecanismo développe progressivement, de manière presque insidieuse, un autre complot qui justifie, après tout, le titre. En introduisant cette question fondamentale, Padilha atteint en fait une dimension plus politique et moins policière, plus quotidienne et moins exceptionnelle » . 
Fábio de Souza Gomes, de l'Omelete, a écrit que le programme présente des fictions fastidieuses, des cadres parallèles inutiles, mais des performances exceptionnelles. Il a également déclaré que « bien qu'au début, cela semble un peu forcé, Mello [Selton] s'améliore beaucoup tout au long de la série et parvient à mener l'histoire tandis que [Caroline] Abras crée un détective complexe et puissant qui débusque la corruption qui se cache dans le pays ». Il a conclu en déclarant que « O Mecanismo aurait pu être bien meilleur ». 
Adolfo Molina, de l'Observatoire du Cinéma, résume : « O Mecanismo est un échec en tant que représentation des faits historiques du Brésil pour avoir tenté de rechercher une exemption biaisée et non réussie, et, en tant qu'œuvre de fiction, échoue à éviter de tomber dans ce piège ». 

## Inspirations réelles
Bien qu'il y ait un avis informant que la série est librement inspirée d'événements réels et que les personnages, situations et autres éléments ont été modifiés pour l'effet dramatique, la plupart des personnages (mais pas tous les faits qui leur sont attribués dans la série) et certains éléments ont une correspondance claire avec l'Opération Lava Jato réelle. 
| Dans la série                    | Véritable inspiration |
| -------------------------------- | --------------------- |
| Marco Ruffo                      | Gerson Machado        |
| Verena Cardoni                   | Erika Marena          |
| Paulo Rigo                       | Sérgio Moro           |
| Roberto Ibrahim                  | Alberto Youssef       |
| João Pedro Rangel (Pepê)         | Paulo Roberto Costa   |
| Wilma Kitano                     | Nelma Kodama          |
| Ricardo Bretch                   | Marcelo Odebrecht     |
| Mario Garcez Brito (Le Magicien) | Márcio Thomaz Bastos  |
| Marcelo Rocha                    | Ricardo Pessoa        |
| Cláudio Amadeu                   | Carlos Lima           |
| Dimas Donatelli                  | Delton Dallagnol      |
| João Higino                      | Lula da Silva         |
| Janete Ruscov                    | Dilma Rousseff        |
| Samuel Thames                    | Michel Temer          |
| Lúcio Lemes                      | Aécio Neves           |
| Tom Carvalho                     | Léo Pinheiro          |
| Maria Tereza                     | Maria Lúcia Tavares   |
| Bernardo Roriz                   | Rodrigo Janot         |
| Agent Chine                      | Newton Ishii          |
| Tony                             | João Santana          |
| Andreia                          | Mônica Moura          |

| Dans la série                 | Véritable inspiration          |
| ----------------------------- | ------------------------------ |
| PetroBrasil                   | Petrobras                      |
| OSA Empreteira                | Groupe OAS                     |
| Miller & Bretch Empreiteira   | Groupe Odebrecht               |
| TR Distribuidora              | BR Distribuidora               |
| Bueno Engenharia              | Galvão Engenharia              |
| Banco Brasileiro              | Banque du Brésil               |
| Banque de l'État              | Banestado Bank                 |
| PO (Parti travailliste)       | PT (Parti des travailleurs)    |
| Police fédérative             | Police fédérale                |
| Interpolice                   | Interpol                       |
| Procureur général républicain | Bureau du Procureur Général    |
| Ministère public fédéral      | MPF (ministère public fédéral) |
| Prison d'État de Jaraguara    | Prison de Piraquara II         |
| Revue Leia                    | Veja                           |
| Antenna Post                  | Posto da Torre                 |

## Critiques
L'ancienne présidente Dilma Roussef a classé la série comme propagande politique, affirmant que la direction du programme n'avait pas idée de l'impact politique de la série. Le créateur de la série a répliqué, en la traitant d'analphabète, qu'il avait bien été précisé que les faits étaient dramatisés et qu'il s'agit d'une œuvre de fiction. Cela est dû au fait que le scénario de la série, dans son cinquième épisode, attribue au personnage Higino, un personnage correspondant à l'ancien président Lula, la phrase emblématique du sénateur Romero Jucá, obtenue lors d'une écoute téléphonique, à propos de arrêter l'hémorragie en parlant de l'arrêt des enquêtes Lava-Jato.